# Македонски полк (Сърбия)
„Македонски полк“ (на сръбски: Македонски пук или Makedonski puk) е бойна единица на Сръбската армия, образувана след завладяването на Вардарска Македония от Сърбия в 1913 година.
Полкът е формиран на 16 май 1913 година със заповед на началник-щаба на Главното командване генерал Радомир Путник за формиране на четири батальона с командни центрове в Свети Никола, Гевгели, Неготино и Прищина. Редовият състав на полка е от местните българи, а командният – сръбски офицери от граничните единици.